# Gianolio
Gianolio è una località del comune di Valdilana ed è situata nella parte orientale della Provincia di Biella e dista dal capoluogo.
Nell'anno 1968 le frazioni e i comuni della Valle Mosso, tra i quali Mosso Santa Maria e la frazione di Gianolio, furono gravemente danneggiati da una forte alluvione.

## Altre notizie
La frazione, possiede un antico e restaurato lavatoio, il quale viene utilizzato tutt'oggi dai frazionari come fonte d'acqua potabile.
Probabilmente prende il nome dal fondatore Luca Van Gianoli che la rese un paese basato sull agricoltura e qui venne probabilmente fondato uno dei più famosi istituti agrari, distrutto durante la seconda guerra mondiale.
La frazione è accessibile a chiunque venga a visitarla, ogni casa è raggiunta da una strada cubettata percorribile a piedi. Un tempo la frazione era caratteristica per i suoi boschi, le case,i pascoli odiernamente alcune case sono disabitate e molti terreni associati a tali edifici sono stati abbandonati e quindi rimasti incolti.
Da Gianolio è possibile ammirare il monte Rovella e la conca che forma con la parte di montagna gianoliese.
La frazione è delimitata da due torrenti alle estremità, il primo salendo da Mosso verso Pistolesa è il torrente Rio Gianolio mentre una volta attraversata la frazione si trova il torrente Caramezzana (Caranzana) il quale offre ottime acque ricche di trote fario autoctone.
Vicino a Gianolio è situato il ponte della Pistolesa che dista dalla frazione di 0,54 km e separa il comune di Mosso da quello di Veglio. Dal centro di questo viadotto viene praticato il bungee jumping; l'altezza del ponte è di 152 m, mentre la misura in lunghezza è pari a 350 m. Nei pressi della postazione per il bungee jumping si trova anche un parco avventura piuttosto noto, che ricade però interamente nel comune di Veglio.